# 裴章传
裴章传（1953年11月—），筆名文遠，安徽長豐縣人，先后出版了多部长篇历史小说。如反映清代的太平天国和洋务派时期的中国生活的《李鸿章》、《洪秀全》等。